# 立山街道
立山街道，是中华人民共和国辽宁省鞍山市立山区下辖的一个乡镇级行政单位。

## 行政区划
立山街道下辖以下地区：
铁路社区、立府社区、劳动社区、源北社区、万平社区、西简易社区、广场社区、中心社区、中沙河社区、西沙河社区和北沙河社区。